# Facundo Waller
Facundo Federico Waller Martiarena (* 9. April 1997 in Colonia del Sacramento) ist ein uruguayischer Fußballspieler, der aktuell als Leihspieler von Plaza Colonia bei den UNAM Pumas unter Vertrag steht. Der Mittelfeldspieler ist Januar 2020 uruguayischer U23-Nationalspieler.

## Karriere

### Verein
Facundo Waller stammt aus der Nachwuchsabteilung von Plaza Colonia, einem Verein aus seiner Heimatstadt Colonia del Sacramento. Während der Saison 2013/14 wurde er in die erste Mannschaft des Zweitligisten befördert. Am 19. April 2014 (19. Spieltag) debütierte er beim 1:1-Unentschieden gegen den Rocha FC in der Liga, als er startete und in der 70. Spielminute ausgewechselt wurde. In dieser Spielzeit bestritt er ein weiteres Spiel und auch in der folgenden Saison 2014/15 kam er nur zu zwei Einsätzen, erreichte mit dem Verein jedoch den Aufstieg in die höchste uruguayische Spielklasse.
Sein erstes Spiel in der Primera División bestritt er am 15. August 2015 (1. Spieltag) und flog bei der 1:2-Heimniederlage gegen den Club Atlético Rentistas in der 70. Spielminute mit „gelb-rot“ vom Platz. Trotz dieses Rückschlags etablierte er sich in der Apertura 2015 als Rotationsspieler und wurde in der Clausura 2016 bereits in 14 der 15 Ligaspiele in der Startformation eingesetzt. In der Especial 2016 – Die Übergangssaison aufgrund des Wechsels zur Jahressaison – bestritt er elf Spiele.
Sein erstes Pflichtspieltor für Piaza Colonia gelang ihm im folgenden Spieljahr 2017 bei der 2:3-Heimniederlage gegen die IA Sud América am 19. März (7. Spieltag). In der Apertura 2017 kam er in zehn Ligaspielen zum Einsatz, in denen er zwei Tore erzielte. Aufgrund einer Kreuzbandverletzung verpasste Waller die gesamte Clausura 2017.
Zur nächsten Saison 2018 wechselte der noch immer verletzte Facundo Waller auf Leihbasis zum Ligakonkurrenten Nacional Montevideo in die uruguayischen Hauptstadt. Bereits kurz nach seiner Genesung, verletzte er sich im Frühjahr erneut und musste die gesamte Spielzeit pausieren. Für die Tricolores bestritt er deshalb kein einziges Ligaspiel und zum Jahresende kehrte er wieder nach Colonia del Sacramento zurück.
In der Saison 2019 zählte der wiedergenesene Waller wieder zu den Leistungsträgern bei Plaza Colonia und erzielte in 30 Ligaspielen sechs Treffer.
Am 7. August 2020 wechselte Waller auf Leihbasis zum mexikanischen Erstligisten UNAM Pumas, der sich eine Kaufoption für ihn sicherte.

### Nationalmannschaft
Waller spielte ab Oktober 2015 für die uruguayische U20-Nationalmannschaft. Mit der Auswahl nahm er an der Auswahl an der U20-Südamerikameisterschaft 2017 in Ecuador teil, wo er in sieben der neun Spiele zum Einsatz kam, in diesen ein Tor und fünf Vorlagen beisteuerte und mit Uruguay das Turnier gewann. Mit dem Sieg qualifizierte man sich automatisch für die im selben Jahr stattfindende U20-Weltmeisterschaft. Dort kam er einem Gruppenspiel zum Einsatz. Nach diesem Turnier endete seine Laufbahn in der U20 nach 27 Länderspielen, in denen er drei Tore erzielen konnte.
Seit Januar 2020 ist Facundo Waller im Rahmen der Qualifikation zum Fußballbewerb der Olympischen Sommerspiele 2020 für die uruguayische U23-Nationalmannschaft im Einsatz.

## Erfolge`
Plaza Colonia
- Aufstieg in die Primera División: 2014/15

Uruguay U20
- U-20-Südamerikameister: 2017